# Ohrigocea ornata
Ohrigocea ornata is een slakkensoort uit de familie van de Hydrobiidae. De wetenschappelijke naam van de soort is voor het eerst geldig gepubliceerd in 1957 door Radoman.